# Monnina bangii
Monnina bangii är en jungfrulinsväxtart som beskrevs av Chod.. Monnina bangii ingår i släktet Monnina och familjen jungfrulinsväxter. Inga underarter finns listade i Catalogue of Life.